# Comanthera mucugensis
Comanthera mucugensis é uma espécie de "sempre-viva" típica da Chapada Diamantina, região central do estado brasileiro da Bahia. Foi registrada por Ana Maria Giulietti.
Por ser endêmica de ambiente restrito, é uma espécie ameaçada de extinção.
É uma das plantas emblemáticas da região central da Chapada, nativa da Serra do Capa Bode, entre as cidades de Andaraí e Mucugê, em altitudes de 1 100 a 1 500 metros. Sua abundância inicial converteu-se numa fonte de renda aos moradores que, com o artesanato, tinham nela uma fonte de renda, gerando uma exploração que colocou-a em ameaça e motivou a criação do "Projeto Sempre-Viva", matriz que originou o Parque Municipal de Mucugê e ações para sua conservação.